# 上海市颛桥寝园
上海市颛桥寝园（简称寝园）是中華人民共和國上海市闵行区沪闵路4044号的一家公墓，建成于1984年，占地面积60多亩，是上海最小的一家公墓，被称为袖珍墓园，属于上海市一级公墓。公墓內葬有参加东京审判的国际大法官倪征燠。目前剩10亩地可用做墓葬用地。